# 1016 Anitra
1016 Anitra là một tiểu hành tinh vành đai chính. Nó được phát hiện bởi Karl Wilhelm Reinmuth ngày 31 tháng 1 năm 1924. Tên ban đầu của nó là 1924 QG.